# Velika nagrada Mediterana 1964
Velika nagrada Mediterana 1964 je bila sedma neprvenstvena dirka Formule 1 v sezoni 1964. Odvijala se je 16. avgusta 1964 na dirkališču Autodromo di Pergusa.

## Dirka
| Poz | Dirkač            | Moštvo                     | Konstruktor     | Čas/Odstop.     | Št. mesto |
| --- | ----------------- | -------------------------- | --------------- | --------------- | --------- |
| 1   | Jo Siffert        | Siffert Racing Team        | Brabham-BRM     | 1.17:59.3       | 1         |
| 2   | Jim Clark         | Team Lotus                 | Lotus-Climax    | + 0.1 s         | 3         |
| 3   | Innes Ireland     | British Racing Partnership | BRP-BRM         | + 2.1 s         | 4         |
| 4   | Chris Amon        | Reg Parnell (Racing)       | Lotus-BRM       | 59 krogov       | 6         |
| 5   | Mike Spence       | Team Lotus                 | Lotus-Climax    | 58 krogov       | 5         |
| 6   | Peter Revson      | Revson Racing (America)    | Lotus-BRM       | 58 krogov       | 9         |
| 7   | John Taylor       | Gerard Racing              | Cooper-Climax   | 57 krogov       | 11        |
| 8   | André Pilette     | Equipe Scirocco Belge      | Scirocco-Climax | 54 krogov       | 14        |
| 9   | Jackie Epstein    | Epstein-Eyre Racing Team   | BRM             | 50 krogov       | 15        |
| Ods | Frank Gardner     | John Willment Automobiles  | Brabham-Ford    | Bat             | 13        |
| Ods | Trevor Taylor     | British Racing Partnership | BRP-BRM         | Vzmetenje       | 2         |
| Ods | Paul Hawkins      | John Willment Automobiles  | Lola-Cosworth   | Menjalnik       | 12        |
| Ods | Luigi Malanca     | Luigi Malanca              | Lotus-Ford      | Pritisk olja    | 16        |
| Ods | Mike Hailwood     | Reg Parnell (Racing)       | Lotus-BRM       | Trčenje         | 7         |
| DNS | Brian Gubby       | Brian Gubby                | Lotus-Climax    | Trčenje         | (8)       |
| DNS | Jean-Claude Rudaz | Fabre Urbain               | Cooper-Climax   | Motor           | (10)      |
| WD  | Bob Anderson      | DW Racing Enterprises      | Brabham-Climax  |                 | -         |
| WD  | Giacomo Russo     | Scuderia Sorocaima         | Lotus           | Brez dirkalnika | -         |
| WD  | Ian Raby          | Ian Raby (Racing)          | Brabham-BRM     |                 | -         |